# 阿布勒哈兹·巴哈杜尔
阿布勒哈兹·巴哈杜尔汗（1603年8月24日—1663年），是希瓦汗国君主，1643年至1663年在位。
即位之前，阿布勒哈兹在波斯侨居十年。他著有《土库曼世系》和《突厥世系》二书，被视为希瓦汗国首位历史学家。

## 生平
阿布勒哈兹生于库尼亚乌尔根奇，是希瓦汗阿拉布·穆罕默德汗之子。1622年，阿拉布·穆罕默德汗被其子哈巴什和伊里巴尔斯废黜，长子伊斯芬迪亚尔又凭借军队推翻了伊里巴尔斯的统治。阿布勒哈兹为伊斯芬迪亚尔的政变提供了帮助，但因伊斯芬迪亚尔即位后重用土库曼人、歧视乌孜别克人，两兄弟反目，阿布勒哈兹出走波斯。阿布勒哈兹在伊斯法罕接受教育，学习波斯和阿拉伯历史。
1643年，伊斯芬迪亚尔逝世，希瓦汗国政权受土库曼人控制，又沦为布哈拉藩属。1643年，阿布勒哈兹趁布哈拉内乱，于咸海地区起兵，夺得汗位。阿布勒哈兹改革行政制度，重用乌孜别克人，着手打击土库曼贵族势力，并对土库曼人加以迫害。阿布勒哈兹击退了卡尔梅克人对希瓦绿洲的入侵。同时，阿布勒哈兹对于曾长期同希瓦汗敌对的布哈拉汗国持有强烈的复仇情绪，多次率军入侵布哈拉，更是一度兵临布哈拉都城。1663年，他在都城希瓦逝世。

## 历史著作
阿布勒哈兹以察合台文的希瓦方言著有《土库曼世系》（Shajare-i Tarakime）和《突厥世系》（Shajare-i Türk）两本历史著作。前者完成于1661年，后者在阿布勒哈兹逝世时仍未写就，最终在1665年由其子阿努沙完成。这两本著作成为现代学者研究中亚历史的重要著作。
在编著《突厥世系》的过程中，阿布勒哈兹引用了伊尔汗国史学家拉施德丁、波斯学者歇里甫丁·阿里·雅兹迪等学者的共18本著作，并按照突厥口头传说更正了其中的谬误。一位被流放到西伯利亚的瑞典军官在托博尔斯克从一位布哈拉商人手中购得了《突厥世系》的手抄本，并借助当地的识字者将之译成了俄文。其俄文版随后又被翻译成其他语言。1726年，法文版《突厥世系》在荷兰的莱顿面世，又被译回俄文，在1768年至1774年间出版；1780年，德文版和英文版正式出版，成为风靡欧洲的中亚历史杰作。在19世纪和20世纪，又有数个重要的译本面世，成为现代学者研究中亚历史的重要参考。1825年，喀山的专业学者完成了重要译本之一；1864年，土耳其语文学家韦菲克·艾哈迈德帕夏将该俄文译本译为土耳其文。西方世界最为著名的译本是1871年至1874年出版于圣彼得堡的《阿布勒哈兹·巴哈杜尔汗所著之蒙古人与鞑靼人历史，由德迈松男爵出版、翻译、作注》（Histoire des Mogols et des Tatares par Aboul-Ghazi Behadour Khan, publiée, traduite et annotée par le baron Desmaisons）。中国大陆有历史学者罗贤佑翻译的版本，于2005年由中华书局出版。
在研究阿布勒哈兹等突厥-波斯学者的史学著作过程中，俄国汉学家俾丘林注意到，突厥-波斯文献记载的突厥传说祖先乌古斯可汗的生平，和中国汉代史书中的匈奴领袖冒顿单于的生平记载高度相似，如父子仇恨、征服活动的顺序和方向等。这使得后世学者常常将冒顿单于和传说人物乌古斯可汗联系在一起。
《突厥世系》是阿布勒哈兹以察合台语的希瓦方言写成的，而不是高度波斯化的察合台书面语，是为该著作的文学价值之所在，为后世的语言研究提供了极大的帮助。阿布勒哈兹使用的希瓦方言简易平实，这和他受高度波斯教育的身份形成鲜明对比。其语言清晰、辞藻丰富，还夹杂着大量的乌孜别克习语和谚语。

## 后世影响
1987年1月28日，著名天文学家艾瑞克·怀特·埃尔斯特在智利拉西拉天文台发现的16413号小行星以阿布勒哈兹（Abulghazi）命名。